# ビジネスマンNEWS
『(メガTON/TXN)ビジネスマンNEWS』（ビジネスマンニュース）は、1981年（昭和56年）10月1日から1993年（平成5年）4月2日までテレビ東京で放送された経済ニュース番組である。

## 概要
かつての東京12チャンネルが社名をテレビ東京に改めたのを機に放送を開始。東京12チャンネル時代には朝のニュース番組がなかったことから、これが朝の時間帯への初進出ニュースとなった。
一時期、日本テレビ系列の秋田放送や高知放送、フジテレビ系列（開始当初はフジテレビ系列/テレビ朝日系列のクロスネット）の新潟総合テレビでも放送されていたことがあり、これら系列外の局への番販ネットに対応するため、午前6時30分前に飛び降りポイントが設定されていた。系列外のネット局では、この飛び降りポイントで番組を終了させ、CMを挟んで各局が加盟している系列のニュース番組などへ切り替えていた。
番組は主に、ニューヨークなど海外の市況速報と、日本経済新聞など日経4紙の記事紹介、ゲストへのインタビュー、その他のニュースと天気予報の紹介などによって構成されていた。当初は富士通の一社提供で放送されていたが、途中から同社に加え、丸三証券などの複数社提供となった。
テレビせとうちとTVQ九州放送では本放送開始後初めて放送されたネット番組であった。
1993年4月に同タイトルでの放送を終了。以後は『ビジネスレーダー』と題して放送された。

## 放送時間
- 月曜 - 金曜 6:30 - 6:50 （1981.10.1 - 1985.9.27）
- 月曜 - 金曜 6:20 - 7:00 （1985.9.30 - 1986.3.28）
- 月曜 - 金曜 6:30 - 7:10 （1986.3.31 - 1987.10.2）
- 月曜 - 金曜 6:00 - 7:00 （1987.10.5 - 1993.4.2）

## 出演者

### メインキャスター
- 鶴岡巍（ - 1992.3.27）
- 久保田麻三留（1992.3.30 - 1992.10.2）
- 内山敏夫（1992.10.5 - 1993.4.2）
- 日高充（代役）

### サブキャスター
- 狩野恵子
- 春日美奈子
- 梅津智史（1992.10.5　- 1993.4.2） - 次番組『ビジネスレーダー』も担当
- 柿崎元子 (1992.3.30 - 1993.4.2)

### 市況デスク担当
- 近藤正彦
- 鶴岡巍

### お天気担当
- 矢玉みゆき
- 伊東佐知子

### フィットネス担当
- 今井順子
- 吉田由起子

## ネット局
※番組放送終了（打ち切り）時点
| 放送対象地域   | 放送局                            | 系列                                                          | 放送時間                 | 備考                                 |
| -------------- | --------------------------------- | ------------------------------------------------------------- | ------------------------ | ------------------------------------ |
| 関東広域圏     | テレビ東京（TX）                  | テレビ東京系列（メガTON→TXN）                                 | 上記参照                 |                                      |
| 北海道         | テレビ北海道（TVh）               | テレビ東京系列（メガTON→TXN）                                 | 上記参照                 | 1989年10月1日開局から                |
| 愛知県         | テレビ愛知（TVA）                 | テレビ東京系列（メガTON→TXN）                                 | 上記参照                 | 1983年9月1日開局から                 |
| 大阪府         | テレビ大阪（TVO）                 | テレビ東京系列（メガTON→TXN）                                 | 上記参照                 | 1982年3月1日開局から                 |
| 岡山県・香川県 | テレビせとうち（TSC）             | テレビ東京系列（メガTON→TXN）                                 | 上記参照                 | 1985年10月1日開局から                |
| 福岡県         | ティー・エックス・エヌ九州（TVQ） | テレビ東京系列（メガTON→TXN）                                 | 上記参照                 | 1991年4月1日開局から 現・TVQ九州放送 |
| 秋田県         | 秋田放送（ABS）                   | 日本テレビ系列（NNN）                                         | 6:30 - 6:45 →6:30 - 6:55 | 部分ネット 1992年9月30日打ち切り     |
| 新潟県         | 新潟総合テレビ（NST）             | フジテレビ・テレビ朝日系列（FNN・ANN） →フジテレビ系列（FNN） | 不詳                     | 現・NST新潟総合テレビ                |
| 高知県         | 高知放送（RKC）                   | 日本テレビ系列（NNN）                                         | 不詳                     |                                      |

## 注
1. ↑  特に1977年までは放送開始時刻が他局に比べて遅く、午前9時台ないしは10時台の放送開始だったため早朝放送自体がなかった。
2. ↑  TVQ九州放送20年史およびテレビ東京25年史より
3. ↑  1992年3月までは、『NNN朝のニュース』ネットのため6時45分で飛び降り。『ジパングあさ6』開始で、1992年3月30日から1992年9月30日までは、6時55分飛び降りへ変更。
4. ↑  秋田朝日放送（AAB）開局による番組整理に伴う。終了後は『ジパングあさ6』（日本テレビ系列）に切り替え。

| テレビ東京およびメガTON→TXN系列 平日朝のTXNニュース | テレビ東京およびメガTON→TXN系列 平日朝のTXNニュース | テレビ東京およびメガTON→TXN系列 平日朝のTXNニュース |
| 前番組                                              | 番組名                                              | 次番組                                              |
| --------------------------------------------------- | --------------------------------------------------- | --------------------------------------------------- |
| -----                                               | ビジネスマンNEWS                                    | ビジネスレーダー                                    |